# Marcel Petit
Pour les articles homonymes, voir Marcel Petit (vétérinaire) et Marcel Petit (sculpteur).
Marcel Petit (né à Graveson le 9 janvier 1920 et mort à Arles le 8 décembre 2008), dit l'Abbé Marcel Petit, est un prêtre du diocèse d'Aix-en-Provence et un éditeur spécialisé dans la diffusion de la littérature en langue d'oc.

## Biographie
Issu d'une famille provençalophone de Graveson dans les Bouches-du-Rhône, il est nommé curé de la paroisse Raphèle-lès-Arles en 1948. Il l'occupe jusqu'à sa retraite en 1998. En parallèle de son rôle ecclésiastique, il y crée rapidement une maison d'édition baptisée Culture Provençale et Méridionale spécialisée dans l'impression et la diffusion de la littérature en langue d'oc. Au cours de la seconde moitié du XXe siècle, ces éditions jouent un rôle important dans la sauvegarde de la littérature d'oc, en particulier en collectant et rééditant les œuvres de Frédéric Mistral et des premiers félibres. Durant cette période, l'activité de collecte de l'abbé Petit et de sa maison d'éditions s'étend également peu à peu en direction de tous les livres concernant les pays d'Oc puis vers tous les livres en général. En 1998, elle finit par regrouper environ quarante tonnes de livres, dont environ un millier d'ouvrages rares. Principalement stockés dans l'église de Raphèle, ceux-ci finissent par envahir tout le lieu et provoquent sa fermeture quelques mois avant la retraite du prêtre. Obligé de réagir, l'archevêché favorise la reprise d'une partie du fonds par la ville d'Arles. Le reste fait l'objet d'une vente aux enchères ou est transmis à une association fondée en 1999 et baptisée CRED'DO (Centre de Rencontres, d'Études, de Documentation et de Diffusion d'Oc). Cette association, destinée à la promotion de la littérature en langue d'oc, est installée dans la maison natale de l'abbé transformée en bibliothèque et en centre de recherche.
En 2008, il supervise la première traduction en provençal des Actes des apôtres, les épîtres et l'Apocalypse, complétant ainsi la traduction du Nouveau Testament entamée par Xavier de Fourvière au siècle précédent.
Il a été fait maître d'œuvre du Félibrige.

## Ouvrages
- L'Évangile selon Mistral et ses amis : douze années de prédications à Saint-Eustache de Paris (1957-1968) (préf. Antoine Contamin, trad. française Jean Texier), Lectoure, monastère des Saints-Clair-et-Maurin, 2007 (SUDOC 122563042).